# Yacht carrier

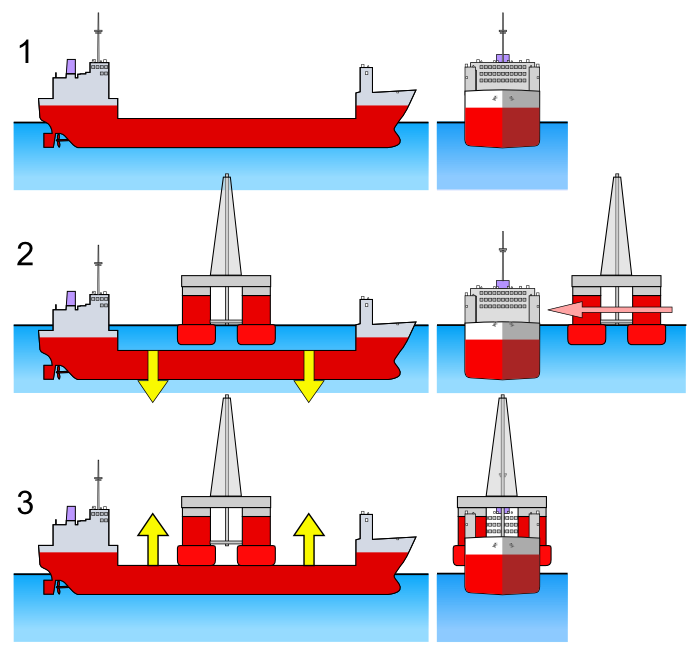
Schematische weergave van werking van een float-on-float-offschip

Een yacht carrier is een speciale vorm van een float-on-float-offschip of ook weleens dokschip genoemd, ze is ontworpen voor het vervoeren van jachten. Het schip werkt volgens het half-afzinkbaar principe. Het dek van het schip wordt onder water gebracht zodat de jachten aan en van boord gevaren kunnen worden. Net zoals vele nautische termen heeft yacht carrier geen Nederlandse term, de letterlijke vertaling van yacht carrier is jachtvervoerder.

## Verschillen tussen een yacht carrier en een klassiek half-afzinkbaar schip
Een yacht carrier is specifiek ontworpen voor het vervoeren van jachten of eventueel andere kleine schepen. Het dek is van boven open zodat de masten van zeilboten geen problemen geven tijdens het vervoer. De grootste beperking van een yacht carrier is dat de lading nog steeds in een afgebakend laadruim moet passen.

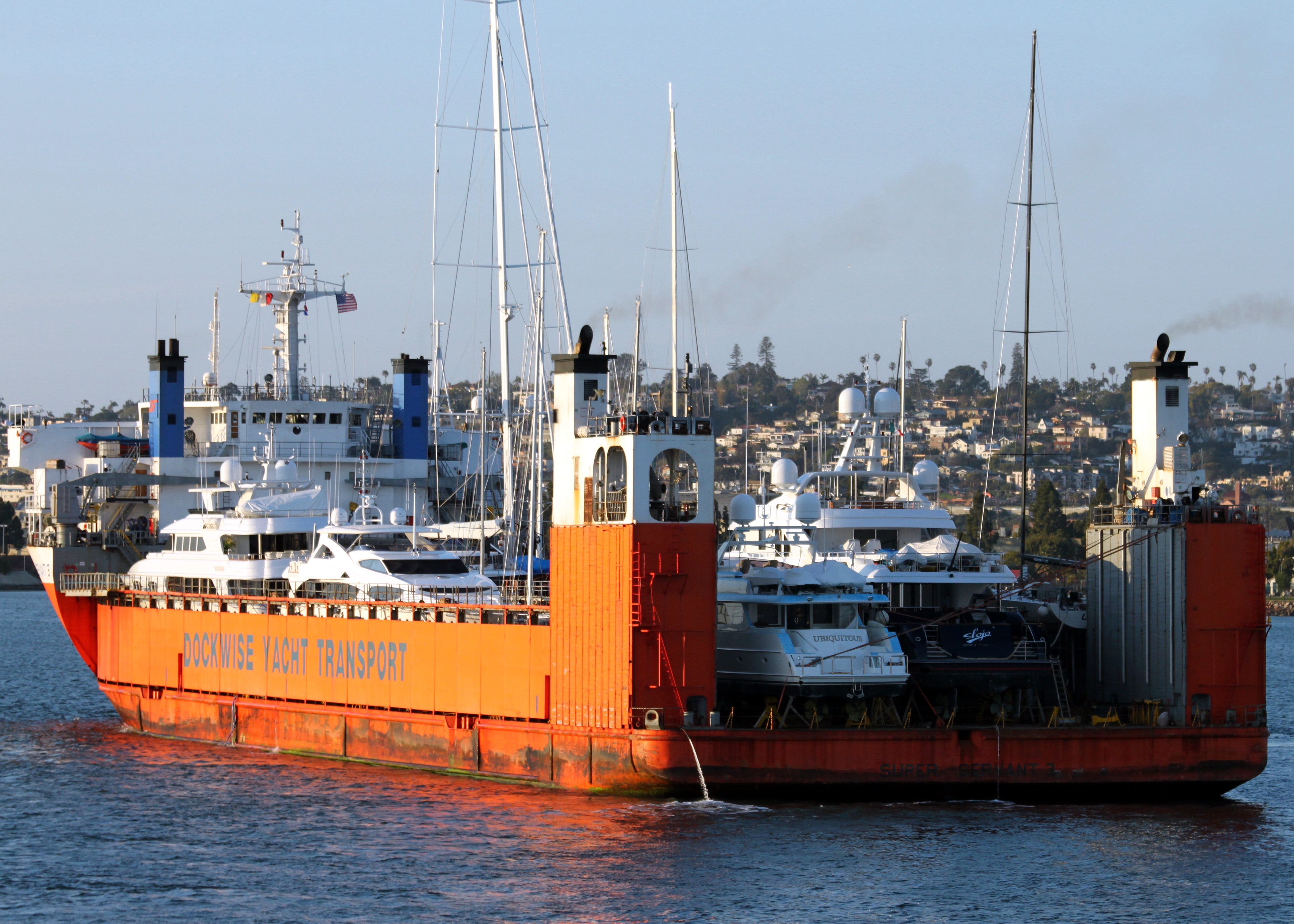
Yacht carrier

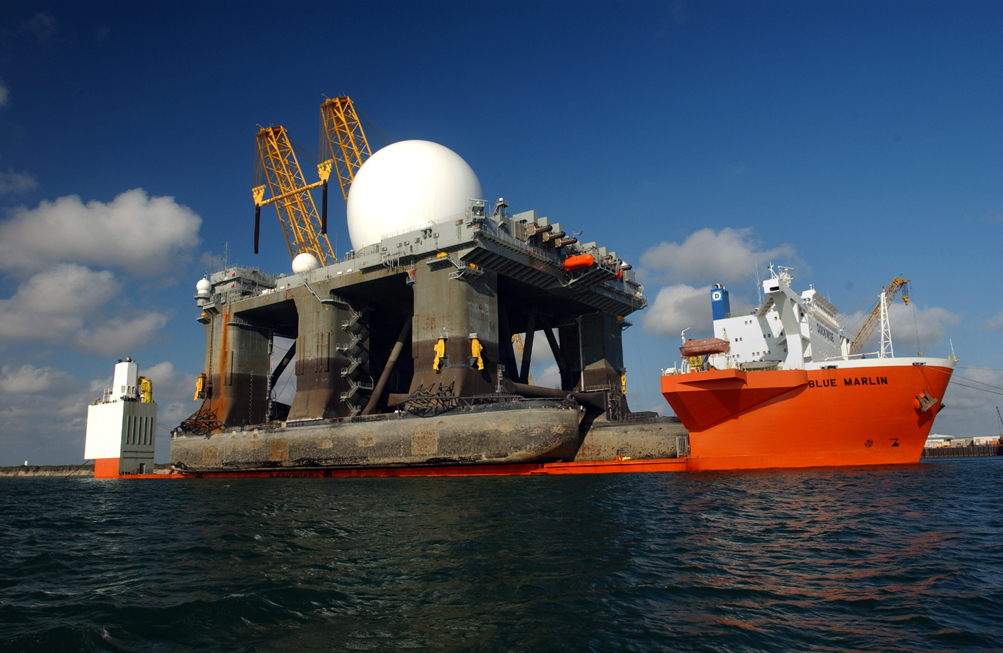
Half-afzinkbaar schip

Bij een half-afzinkbaar schip is dit echter niet het geval. Hier is het ruim open, zodat de romp niet voor beperkingen zorgt. Hierdoor kunnen veel grotere ladingen geladen worden. Denk hierbij aan boorplatformen, onderzeeërs enzovoorts. Deze schepen vinden eerder hun toepassing in de offshore.

## Nut van een yacht carrier
Een yacht carrier wordt gebruikt om jachten te verplaatsen, net zoals een roll-on-roll-offschip doet met auto's. Dit wordt vaak toegepast bij nieuwe jachten die van de scheepswerf naar de jachteigenaar worden vervoerd. Ook zijn niet alle jachten in staat om een oceaan over te steken: het jacht vervoeren met een yacht carrier is dan een logische oplossing. Een andere reden kan zijn dat de jachteigenaar een reis wil maken met zijn jacht maar geen tijd heeft om het naar de haven van aanvang te varen. Nadat het jacht afgeleverd is door de yacht carrier, kan de eigenaar met zijn jacht de geplande reis starten.

## Laadprocedures
Het spreekt voor zich dat een uitgebreide voorbereiding noodzakelijk is om deze schepen te laden en te lossen. Eerst dienen de schepen verdeeld te worden in loten, dit is te vergelijken met de parkeerplaats voor een auto in een garage. Hierbij dient rekening gehouden te worden met de afmetingen van de yacht carrier maar ook met die van de jachten die geladen moeten worden.
Bovendien dient er een contract opgesteld te worden tussen de transportfirma en de jachteigenaar. Ook moeten alle nodige documenten in orde gebracht worden alvorens overgegaan kan worden tot het transporteren van de jacht.
Alle technische informatie wordt overgemaakt aan de rederij en met deze informatie wordt een dockingplan opgesteld. Dit plan zorgt ervoor dat de yacht carrier zo efficiënt mogelijk geladen zal worden. In het dockingplan staat onder meer de volgorde van binnenvaren vermeld. Het dockingplan wordt afgeleverd aan de ladingmeester die een laadplan opstelt. In het laadplan wordt vermeld hoe groot de kielblokken moeten zijn waarop de jachten komen te liggen met hun kiel en hoeveel stutten er moeten zijn om de jachten te kunnen ondersteunen.

### Laden en lossen
Om de jachten te kunnen laden wordt het dek van de yacht carrier onder water gebracht, dit gebeurt door een speciaal ballast-systeem. Dit systeem werkt volgens het 'drijvende-pontonprincipe'. Als het dek onderwater gebracht is en de yacht carrier klaar is om de jachten te laden, zal de kapitein van de yacht carrier toestemming geven om binnen te varen in de volgorde zoals vermeld staat in het dockingplan. Nadat de schepen binnengevaren zijn, controleren duikers de positie van het jacht tegenover de kielblokken, ook brengen zij tijdelijke stutten aan die de jachten moeten ondersteunen tijdens het deballasten van de yacht carrier. Na het deballasten staat het dek van de yacht carrier weer droog en worden de tijdelijke stutten vervangen door andere stutten en worden de jachten zeevast gemaakt.
Dit moet gecontroleerd worden door een marine surveyor. Indien de steunen en de bevestigingen voldoen aan de vereisten, schrijft deze een Certificate of Approval uit. Met dit certificaat wordt de yacht carrier volledig zeewaardig verklaard en mag het schip aan de zeereis beginnen.
Het lossen van een yacht carrier gebeurt grotendeels in omgekeerde volgorde.